# بودوان
بودوان (به فرانسوی: Bauduen) یک کمون (فرانسه) در فرانسه است که در canton of Aups واقع شده‌است. بودوان ۴۷٫۴۵ کیلومتر مربع مساحت دارد ۴۸۴ متر بالاتر از سطح دریا واقع شده‌است.